# Wanarata
Wanarata is een bestuurslaag in het regentschap Pemalang van de provincie Midden-Java, Indonesië. Wanarata telt 8641 inwoners (volkstelling 2010).